# Орден на бригитките
Орденът на бригитките наричан също: Ордена на Спасителя (лат. Ordo Sanctissimi Salvatoris, OSSalv, OSSS), Орден св. Бригита (лат. Ordo Sanctae Brigittae, OSBirg) е католически монашески орден, основан от св. Бригита през XIV век в Швеция. Първоначално ордена е замислен като смесен, но от XVII век съществува като чисто женски.

## Организация
През 1998 г. Ордена на бригитките наброява 587 монахини, разпределени в 48 монашески обители, от които 13 автономни, а 35 са под единно ръководство (с резиденция в Рим).

## История
По замисъла на св. Бригита и съгласно устава, утвърден през 1378 г. ордена е трябвало да се състои от 60 монахини и 25 монаси. Традицията на монашеския живот изцяло е следвала бенедиктинския устав, особеното е било това, че монасите са водели своята монашеска и проповедническа дейност свободно и извън стените на манастирите, а в същото време, монахините живеели ограничени и затворени само в пределите на манастирите. В течение на времето ордена започнал да увеличава своята численост, през средновековието ордена включвал 25 манастири разположени в голяма част от страните на Европа, главен от тях е бил манастира във Вадестен Швеция, основан е от св. Бригита. Забележителна е била голямата библиотека на Вадстен, която е включвала много редки и ценни книги, през XV век там започва да функционира и първата типография в Швеция.
Реформацията от XVI век нанася на ордена голям удар. Голяма част от манастирите били конфискувани (в това число и манастира във Вадестен. През XVII – XVIII век ордена успява да възстанови отчасти своите позиции, продължавайки дейността си като чисто женски.